# Taupe
Taupe – ciemnoszaro-brązowy kolor. Słowo pochodzi od francuskiego rzeczownika taupe, które oznacza „kreta”. Pierwotnie nazwa odnosiła się tylko do przeciętnego koloru kreta, ale od lat 40. XX wieku zaczęto jej używać do opisania szerszego zakresu odcieni.
Taupe to niejasne określenie koloru, które może odnosić się do prawie każdego szarobrązowego lub brązowoszarego koloru, ale trudno go jednoznacznie sklasyfikować jako brązowy lub szary.
Według Słownika Kolorów (Dictionary of Color) pierwsze użycie słowa „taupe” jako nazwy koloru w języku angielskim miało miejsce na początku XIX wieku, ale najwcześniejsze potwierdzenie zarejestrowane przez Oxford English Dictionary pochodzi z 1911 roku. W 1846 roku stwierdzono, że „Wszystkie odcienie szarości są modnymi w negliżu, zwłaszcza szary perłowy, szary żelazny i taupe”.